# الجريمة في فنلندا

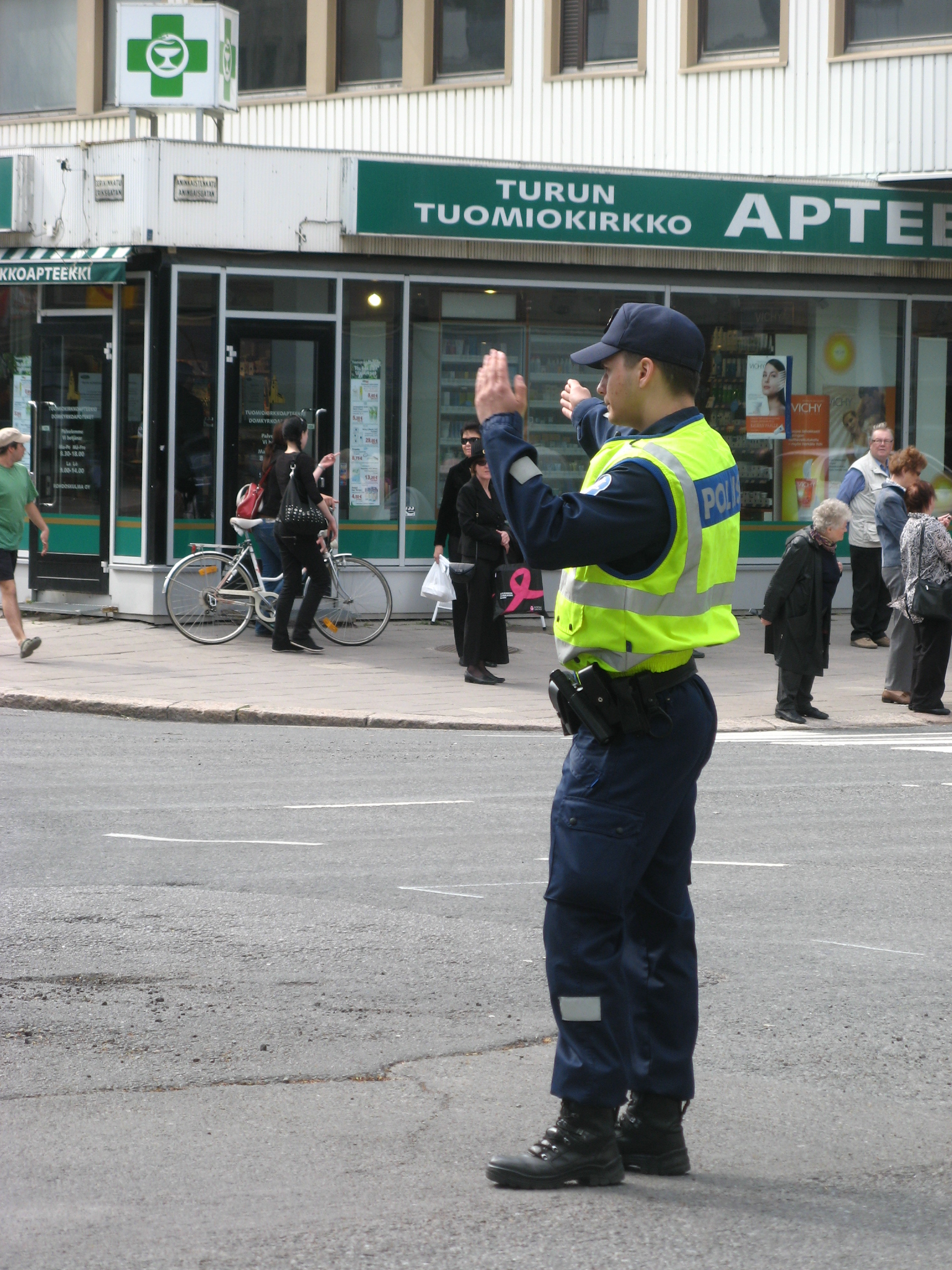

توفر هذه المقالة لمحة عامة عن الجريمة في فنلندا.

## القتل العمد وغير العمد
يمكن تصنيف جرائم القتل إلى أربعة أنواع رئيسية. نصف الجرائم يتورط فيها رجال من الفئات المهمشة (مشاكل البطالة، ونقص التعليم والمخدرات والكحول) في حالات سـُكـْر مفرط. خمسة وثلاثين في المئة من جرائم القتل يرتكبها أفراد من الأسرة، وتصنف عشرة في المئة من جرائم القتل كعنف بين الشباب.
تشكل النساء 10 في المئة من المجرمين و25 في المئة من الضحايا. تستهدف الغالبية العظمى من المجرمات الزوج أو غيره من أفراد الأسرة. ثلاثة وعشرين في المئة من ضحايا جرائم القتل التي يرتكبها مجرمون ذكور كانوا غرباء. أقل من 20 في المئة من هذه الجرائم ترتكب في الهواء الطلق. 60 في المئة من الذكور و30 في المئة من الإناث من مرتكبي جرائم القتل كانوا قد اعتقلوا بسبب القيادة في حالة سكر على الأقل مرة واحدة.
تستخدم الأسلحة النارية في 14 في المئة من الحالات. إطلاق النار في الشوارع وعنف العصابات نادرة للغاية. لقد حدثت حالات قليلة شاركت فيها عصابات الدراجات النارية في السنوات الأخيرة، وجذبت اهتماماً وطنياً.

## الاعتداء والاغتصاب
في عام 2005، تم الإبلاغ عن 594 حالة اغتصاب (114 حالة في المليون)، تم إبلاغ الشرطة عن 380 حالة جريمة من الجنس الآخر و946 حالة اغتصاب. ووفقاً للإحصاءات الرسمية، قد ارتكب الأجانب في فنلندا 27.0 ٪ من حالات الاغتصاب، وهم يشكلون 2.2 ٪ من السكان (لعل ذلك بسبب أن الناس قد تكون أقل استعداداً لمخاطرة الإبلاغ عن مواطن فنلندي) وفي المقابل، تفيد تقارير خط دعم ضحايا الاغتصاب توكيناينن بأن 6 ٪ من المتصلين و11 ٪ بعمر ما بين 10 و20 عاما يقولون ان المغتصب كان أجنبياً. بالإضافة إلى ذلك، المغتصـِـبون الفنلنديون هم أكثر إمكانية لأن يكونوا معروفين شخصياً من قبل الضحية، وزيادة الحد الأدنى للتقرير. وعلاوة على ذلك، هناك تباين كبير بين جنسيات المغتصـِـبين.